# Huvtröja

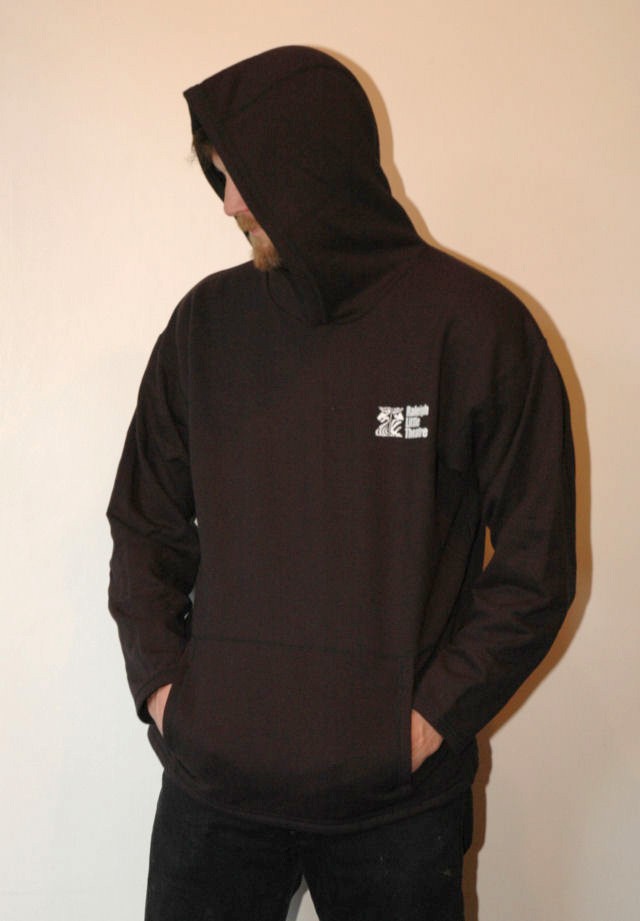
En man i huvtröja.

Huvtröja (även kallad luvtröja, munktröja eller engelska hoodie), är en långärmad tröja, liknande en sweatshirt med en kapuschong. Den karaktäristiska designen inkluderar oftast stora fickor på framsidan, samt en huva som ofta ackompanjeras av snören för att justera huvöppningens storlek. Det är också vanligt att huvtröjor har blixtlås som avdelar tröjan på framsidan.

## Historia
Det specifika klädplagg man avser som huvtröjor dateras tillbaka till 1930-talet, men stilen finns historiskt ända tillbaka till medeltiden. Den formella klädseln för katolska munkar inkluderade en kåpa med lång, dekorativ huva. Den moderna klädstilen producerades först av märket Champion på 1930-talet för arbetare i fryslager i New York.
Huvtröjan blev riktigt populär först på 1970-talet, något som hade flera anledningar. Hiphopkulturen utvecklades i New York kring denna tid, och huvtröjans förmåga att ge en omedelbar anonymitet tack vare luvan, lockade personer med kriminella avsikter. Modevärlden deltog också under denna tid i utvecklingen, då Norma Kamali och andra designers med hög profil anammade och glamouriserade den nya klädstilen. Ett viktigt element för tröjans popularitet under denna tid var inkluderandet i den ikoniska filmen Rocky. Märken som Tommy Hilfiger, Giorgio Armani och Ralph Lauren använde tröjan som en primär komponent i sina kollektioner under 1990-talet.
I Saskatchewan kallas huvtröjan för "bunny hug".